# المجلس العسكري الليبرالي المحافظ
حكم المجلس الليبرالي المحافظ (بالإسبانية: Triunvirato de Gobierno) حكمت نيكاراغوا رسميًا بين عامي 1972 و 1974، على الرغم من أن السلطة الفعالة كانت في يد الرجل القوي أناستاسيو سوموزا.

## تاريخيّاً
كان من المقرر أن تنتهي ولاية أناستاسيو سوموزا ديبايل في مايو 1972 بسبب قانون لم يسمح بإعادة انتخابه على الفور. في عام 1971 وقع سوموزا «ميثاق كوبيا كومي» مع حزب المحافظين الاجتماعي بزعامة فرناندو أغويرو والذي سمح له بالترشح لإعادة انتخابه في عام 1974. من خلال هذا الاتفاق، زادت حصص الأقلية المحافظة في الكونغرس إلى 40 بالمائة. كما تم إنشاء جمعية تأسيسية، وثلاثية تتألف من محافظ واحد (أغويرو) واثنين من الليبراليين القوميين من الحزب الليبرالي القومي في سوموزا المخصص للحكم حتى نهاية عام 1974، عندما كان من المقرر إجراء انتخابات جديدة. سيحتفظ سوموزا بمنصبه كقائد للحرس الوطني لضمان عدم فقدان السلطة الحقيقية.
كان أعضاء المجلس العسكري الليبرالي المحافظ هم الجنرال روبرتو مارتينيز لاكايو وألفونسو لوفو كورديرو (الليبراليون القوميون) وفرناندو أجويرو (المحافظ). في عام 1973 ، استقال أجويرو وحل محله محافظ آخر. إدموندو باجواغا إيرياس.